# 折敷畑山
折敷畑山（おしきばたやま）は広島県廿日市市宮内地区の西部を占める山。標高は国土地理院地図では445ｍと記載。日本歴史地名大系によれば366.9ｍ。

## 地形
市内を流れる御手洗川と可愛川の間にあり、山裾から瀬戸内海の沿岸部へ向けて宗高尾・谷宗尾・越峠尾・藤掛尾と称する尾根状の丘陵があり、これらは他の丘陵とともに七尾と総称されている。

## 歴史
1554年（天文23年）にこの山で陶晴賢と毛利元就との間で戦いが発生した。この戦いは折敷畑の戦い若しくは明石口の戦いと呼ばれている。